# Литва на зимових Олімпійських іграх 2022
Литва взяла участь у зимових Олімпійських іграх 2022, що тривали з 4 до 20 лютого в Пекіні (Китай).
Збірна Литви складалася з 13-ти спортсменів (восьми чоловіків і п'яти жінок), що змагалися в чотирьох видах спорту, найбільша з тих, що країна відряджала на зимові Олімпійські ігри. Фігуристи Дейвідас Кізала і Пауліна Раманаускайте несли прапор своєї країни на церемонії відкриття.

## Спортсмени
Кількість спортсменів, що взяли участь в Іграх, за видами спорту.
| Вид спорту          | Чоловіки | Жінки | Загалом |
| ------------------- | -------- | ----- | ------- |
| Гірськолижний спорт | 1        | 1     | 2       |
| Біатлон             | 4        | 1     | 5       |
| Лижні перегони      | 2        | 2     | 4       |
| Фігурне катання     | 1        | 1     | 2       |
| Загалом             | 8        | 5     | 13      |

## Гірськолижний спорт
Від Литви на ігри кваліфікувалися один гірськолижник і одна гірськолижниця, що відповідали базовому кваліфікаційному критерію.
| Спортсмен        | Дисципліна                    | 1-й спуск | 1-й спуск | 2-й спуск   | 2-й спуск   | Сума        | Сума        |
| Спортсмен        | Дисципліна                    | Час       | Місце     | Час         | Місце       | Час         | Місце       |
| ---------------- | ----------------------------- | --------- | --------- | ----------- | ----------- | ----------- | ----------- |
| Андрей Друкаров  | Гігантський слалом (чоловіки) | 1:05.78   | 20        | НФ          | НФ          | НФ          | НФ          |
| Андрей Друкаров  | Слалом (чоловіки)             | НС        | НС        | Не потрапив | Не потрапив | Не потрапив | Не потрапив |
| Габія Шинкунайте | Слалом (жінки)                | НФ        | НФ        | Не потрапив | Не потрапив | Не потрапив | Не потрапив |

## Біатлон
Завдяки рейтингові країни в Кубку світу 2021—2022 від Литви на Ігри кваліфікувалися чотири спортсмени.
| Спортсмен                                                      | Дисципліна                         | Час       | Хиби         | Місце |
| -------------------------------------------------------------- | ---------------------------------- | --------- | ------------ | ----- |
| Томас Каукенас                                                 | Спринт (чоловіки)                  | 27:27.9   | 2 (1+1)      | 80    |
| Томас Каукенас                                                 | Індивідуальні перегони (чоловіки)  | 56:30.0   | 5 (1+0+2+2)  | 70    |
| Вітаутас Строля                                                | Спринт (чоловіки)                  | 26:22.4   | 2 (1+1)      | 43    |
| Вітаутас Строля                                                | Індивідуальні перегони (чоловіки)  | 52:10.4   | 1 (0+0+0+1)  | 21    |
| Вітаутас Строля                                                | Перегони переслідування (чоловіки) | 48:47.8   | 10 (2+3+1+4) | 58    |
| Лінас Баніс                                                    | Спринт (чоловіки)                  | 28:05.8   | 3 (1+2)      | 90    |
| Лінас Баніс                                                    | Індивідуальні перегони (чоловіки)  | 57:46.2   | 3 (1+1+0+1)  | 79    |
| Кароль Домбровський                                            | Спринт (чоловіки)                  | 27:11.2   | 1 (0+1)      | 73    |
| Кароль Домбровський                                            | Індивідуальні перегони (чоловіки)  | 56:30.1   | 4 (0+1+0+3)  | 71    |
| Габріеле Лещинскайте                                           | Спринт (жінки)                     | 23:37.1   | 0 (0+0)      | 63    |
| Габріеле Лещинскайте                                           | Індивідуальні перегони (жінки)     | 51:39.2   | 4 (1+1+0+2)  | 61    |
| Кароль Домбровський Лінас Баніс Томас Каукенас Вітаутас Строля | Естафета (чоловіки)                | 1:25:37.8 | 0+11         | 14    |

## Лижні перегони
Литва здобула квоти і в чоловічих, і в жіночих змаганнях.
Дистанційні перегони
| Спортсмен        | Дисципліна                        | Загалом | Загалом     | Загалом |
| Спортсмен        | Дисципліна                        | Час     | Відставання | Місце   |
| ---------------- | --------------------------------- | ------- | ----------- | ------- |
| Таутвідас Строля | 15 км класичним стилем (чоловіки) | 46:53.1 | +8:58.3     | 83      |
| Егле Савіцкайте  | 10 км класичним стилем (жінки)    | 38:26.5 | +10:20.2    | 89      |
| Ієва Дайніте     | 10 км класичним стилем (жінки)    | 39:07.4 | +11:01.1    | 91      |

Спринт
| Спортсмен                          | Дисципліна                  | Кваліфікація | Кваліфікація | Чвертьфінал  | Чвертьфінал  | Півфінал     | Півфінал     | Фінал        | Фінал        |
| Спортсмен                          | Дисципліна                  | Час          | Місце        | Час          | Місце        | Час          | Місце        | Час          | Місце        |
| ---------------------------------- | --------------------------- | ------------ | ------------ | ------------ | ------------ | ------------ | ------------ | ------------ | ------------ |
| Таутвідас Строля                   | Спринт (чоловіки)           | 3:06.76      | 68           | Не потрапив  | Не потрапив  | Не потрапив  | Не потрапив  | Не потрапив  | Не потрапив  |
| Модестас Вайчуліс                  | Спринт (чоловіки)           | 3:01.28      | 49           | Не потрапив  | Не потрапив  | Не потрапив  | Не потрапив  | Не потрапив  | Не потрапив  |
| Егле Савіцкайте                    | Спринт (жінки)              | 4:03.60      | 82           | Не потрапила | Не потрапила | Не потрапила | Не потрапила | Не потрапила | Не потрапила |
| Ієва Дайніте                       | Спринт (жінки)              | 4:10.99      | 86           | Не потрапив  | Не потрапив  | Не потрапив  | Не потрапив  | Не потрапив  | Не потрапив  |
| Таутвідас Строля Модестас Вайчуліс | Командний спринт (чоловіки) | Н/Д          | Н/Д          | Н/Д          | Н/Д          | 22:17.79     | 12           | Не потрапили | Не потрапили |
| Егле Савіцкайте Ієва Дайніте       | Командний спринт (жінки)    | Н/Д          | Н/Д          | Н/Д          | Н/Д          | КОЛО         | 14           | Не потрапили | Не потрапили |

## Фігурне катання
На Чемпіонаті світу 2021 року в Стокгольмі Литва здобула одну квоту в танцях на льоду.
| Спортсмен                             | Дисципліна     | ОТ    | ОТ    | ДТ           | ДТ           | Загалом      | Загалом      |
| Спортсмен                             | Дисципліна     | Бали  | Місце | Бали         | Місце        | Бали         | Місце        |
| ------------------------------------- | -------------- | ----- | ----- | ------------ | ------------ | ------------ | ------------ |
| Пауліна Раманаускайте Дейвідас Кізала | Танці на льоду | 58.35 | 23    | Не потрапили | Не потрапили | Не потрапили | Не потрапили |